# Ardin (Franciaország)
Ardin település Franciaországban, Deux-Sèvres megyében. Lakosainak száma 1249 fő (2022. január 1.). Ardin Béceleuf, Coulonges-sur-l’Autize, Faye-sur-Ardin, Fenioux, Puihardy, Saint-Laurs, Saint-Pompain, Villiers-en-Plaine és Beugnon-Thireuil községekkel határos.

## Népesség
A település népességének változása:
| Lakosok száma | 1254 | 1255 | 1284 | 1243 | 1237 | 1244 | 1245 | 1240 | 1249 |
|               | 2013 | 2015 | 2016 | 2017 | 2018 | 2019 | 2020 | 2021 | 2022 |